# Santiago Tequixquiac
Santiago Tequixquiac – miasto w Meksyku, w stanie Meksyk. W 2010 roku liczyło 22 676 mieszkańców. Siedziba gminy Tequixquiac.